# Ильваит
Ильваи́т (от Ильва, древнеримского названия о. Эльбы) CaFe2+2Fe3+Si2O7O(OH) – редкий минерал представляет собой силикат, в его структуре определяются сдвоенные кремнекислородные тетраэдры, соединённые между собой ионами кальция и железа.

## Описание
Встречается в зёрнах неправильной формы или в сплошных зернистых массах, а также в виде отдельных кристаллов и их сростков на стенках гидротермальных пустот и трещин в скарнах, в ассоциации с кварцем, геденбергитом, флюоритом, апофиллитом и др.
Кристаллы обычно мелкие, размером 1—2 см., но встречаются и более крупные экземпляры до 10 см.
Облик кристаллов призматический, кристаллы имеют характерную глубокую штриховку на гранях по удлинению.